# Castillo del Espíritu Santo
El Castillo del Espíritu Santo fue una fortaleza situada en la ciudad española de Sanlúcar de Barrameda, en la provincia de Cádiz (Andalucía).
La primera construcción data del año 1507, y consistía en una torre de vigilancia mandada hacer por el III duque de Medina Sidonia, Juan Alonso Pérez de Guzmán, con el objetivo de asegurar la ciudad frente a la llegada de barcos corsarios.
En 1587, el VII duque, Alonso Pérez de Guzmán el Bueno, añadió a la mencionada torre un pequeño baluarte, aunque, probablemente debido a sus pequeñas dimensiones, más tarde, en 1634, el VIII duque, Manuel Alonso Pérez de Guzmán el Bueno, comenzó la construcción del castillo más al borde de la barranca. La fortaleza, llamada del Espíritu Santo debido a la antigua ermita del mismo nombre que se encontraba en las inmediaciones, estaba custodiada por un capitán, seis artilleros y ocho soldados.
El Castillo del Espíritu Santo fue renovado en el año 1770 durante el reinado de Carlos III. Según observó José Amador de los Ríos en 1850, el castillo estaba "colocado en un pequeño promontorio que se entra en el mar, presentando un aspecto formidable y siendo verdaderamente la llave del Guadalquivir."  Sin embargo, fue tomado por las tropas francesas en 1810 y tras la expulsión de estas el gobierno inglés reclamó su demolición, la cual se terminó efectuando el 8 de febrero de 1813.

## Historia
1812. «La dominacion de los franceses en este pueblo duró basta el 25 de agosto de este año, en que se levantó el sitio de Cádiz, y la guarnicion francesa se incorporó en el grueso del ejército, evacuando este las Andalucias: el dia 27 del mismo mes entraron las tropas aliadas españolas, inglesas y portuguesas en la poblacion.»

«El Gobierno central dispuso se restableciesen las autoridades legitimas á nombre de Fermando VII, lo que se verificó con general aplauso; pero no mereció igual aprobacion las disposiciones que tomaron los ingleses nuestros aliados de volar los cuatro ángulos del castillo del Espíritu Santo, bajo el pretexto de que si volvian los franceses no pudiesen servirse de este castillo como lo habian verificado anteriormente.»

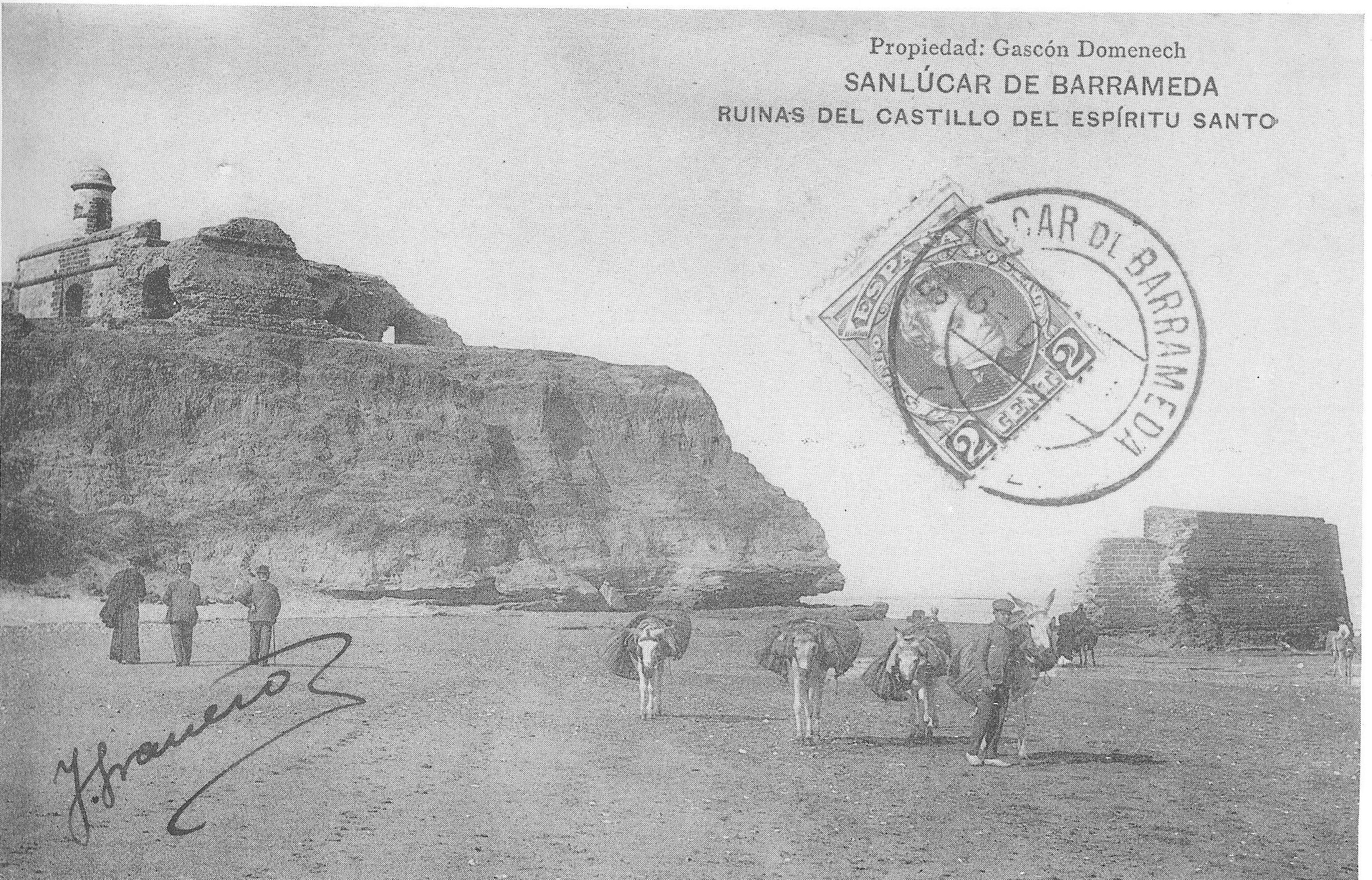
Imágenes de principios del siglo XX
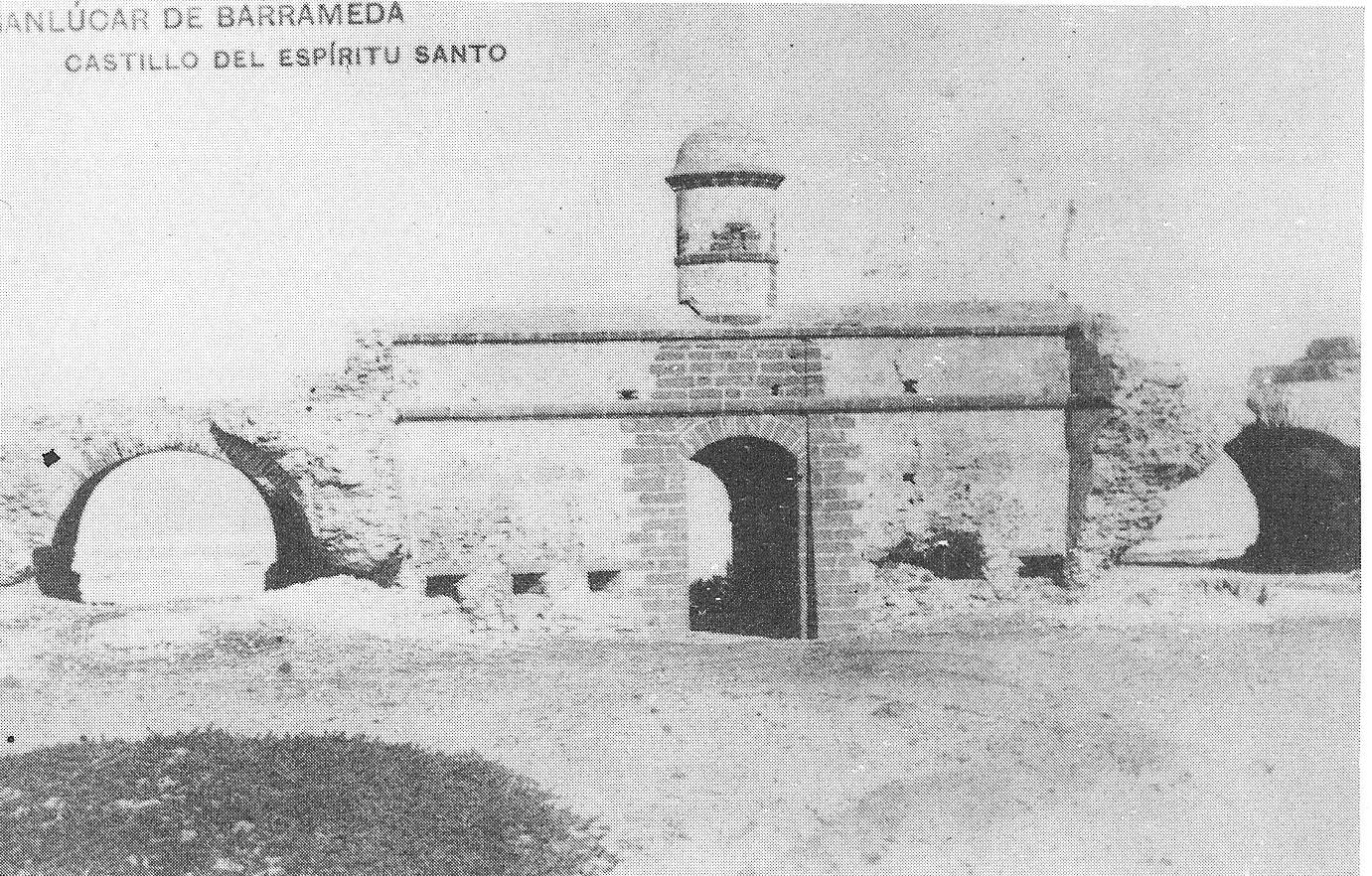
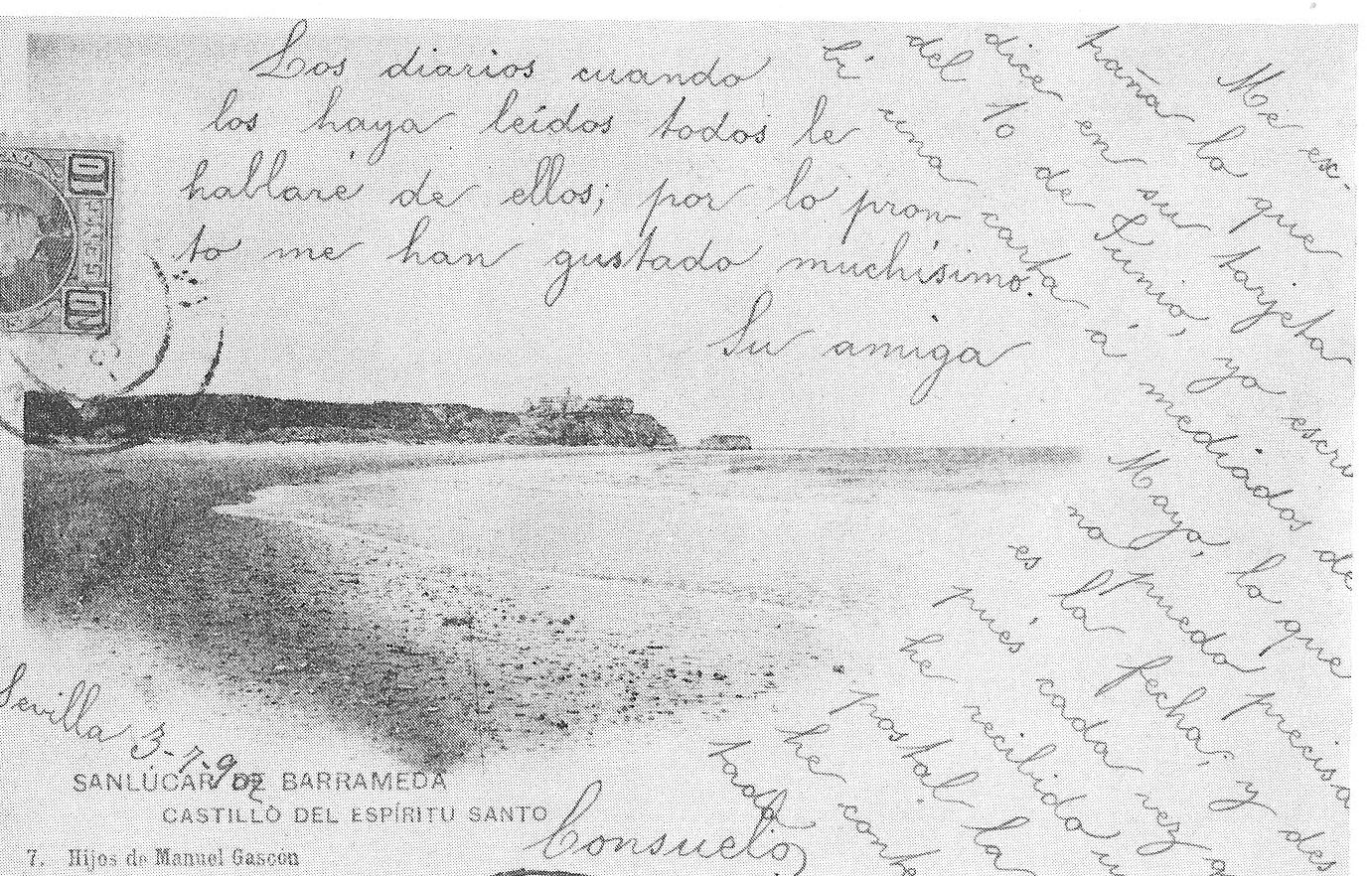